# Ruth Shady
Ruth Shady Solís (Callao, 29 de desembre de 1946) és una destacada antropòloga, arqueòloga i educadora peruana. És fundadora i directora del projecte arqueològic de Caral. Actualment és catedràtica de postgrau de la Facultat de Ciències Socials de la Universitat Major de San Marcos.

## Biografia
Va mostrar interès per l'arqueologia des de molt petita, ja que pare es va encarregar de motivar-la, perquè sempre la portava a passejar per les restes arqueològiques del Perú i li regalava llibres d'història.
Va estudiar a la Institució Educativa Juana Alarco de Dammert. Va ingressar a la Universitat Nacional Major de San Marcos el 1964, i va fer estudis en els programes d'Antropologia i Arqueologia, i va fer pràctiques d'especialització als Estats Units i França.De 1975 a 1984 va ser cap de recerques en el Museu Nacional d'Arqueologia i Antropologia, institució de la qual va esdevenir directora el 1984.
Al llarg de la seva trajectòria professional ha dirigit diferents projectes de recerca arqueològica a la costa, a la serra i a la selva del Perú, donant èmfasi a l'estudi del desenvolupament de les organitzacions sociopolítiques complexes. Ha efectuat recerques en Végueta (Huaura), Maranga (Lima); Pacopampa i Chota (Cajamarca); Bagua (Amazones). Aquestes últimes juntament amb l'arqueòleg Hermilio Roses LaNoire.
Ha estat directora de l'Escola Acadèmic Professional d'Arqueologia de la Universitat Nacional Major de San Marcos i becària de recerca en la Dumbarton Oaks (Washington), durant els anys 1992-1993. Ha estat dedicada, a més de la recerca i la docència universitària, a dirigir el Museu d'Arqueologia i Antropologia de la Universitat Nacional Major de San Marcos, entre els anys 1997-2002, on va impulsar programes de difusió científica mitjançant exposicions, conferències i publicacions. Va ser degana del Col·legi Professional d'Arqueòlegs del Perú en el període 2006–2007 i coordinadora del Màster en Arqueologia Andina de la Universitat Nacional Major de San Marcos entre el 1999 i 2007, i el 2010. Va ser presidenta del Consejo Internacional de Monumentos y Sitios - ICOMOS Perú entre el 2006 i el 2012.
El 1994 va fundar el Projecte Arqueològic Caral, que va iniciar el 1994 la recerca a Caral-Supe (conegut en aquesta època com Chupacigarro). Des de 2003 dirigeix el Projecte Especial Arqueològic Caral-Supe, amb la finalitat d'investigar, conservar i posar en valor aquest important lloc, que té evidències de la formació de l'estat primari, de les formes de vida urbana i de la civilització. El treball que realitza es caracteritza per l'aproximació multidisciplinària i la vinculació del patrimoni arqueològic amb les poblacions actuals de l'entorn, la producció científica i l'execució de projectes amb responsabilitat social.
El 2020 va formar part de la llista de les 100 Dones més influents per la BBC.
És autora de nombrosos llibre i articles .

## Obres
- Bagua: del periodo formativo en la cuenca inferior del río Utcubamba (1971).
- Intensificación de los contactos entre sociedades andinas como preludio al movimiento Huari del Horizonte medio (1981).
- La cultura Nievería y la interacción social en el mundo andino en la época Huari (1982).
- La interacción regional durante la época Huari (1988).
- Sociedades del nororiente peruano durante el formativo (1992).
- La ciudad sagrada de Caral-Supe en los albores de la civilización en el Perú (1997).
- La ciudad sagrada de Caral-Supe.
- La organización de la civilización andina y la formación del Estado prístino en el Arcaico Tardío (2003)
- Caral, la ciudad del fuego sagrado (2004).
- La civilización de Caral-Supe: 5000 años de identidad cultural en el Perú (2005).
- La ciudad sagrada de Caral: símbolo cultural del Perú (2006).
- «Caral-Supe and the North-Central Area of Peru: The History of Maize in the Land Where Civilization Came into Being», en el libro Histories of Maize (2006).
- «America’s First City? The Case of Late Archaic Caral», en la revista Andean Archaeology III (2006).
- La tierra sagrada de Caral-Supe (2007).
- En Caral nació la historia - Franklin Portales Dávila (2011).